# Зильберман, Генрих
Генрих Зильберман (нем. Heinrich Silbermann, рум. Heinrich Silbermann, годы жизни неизвестны) — румынский шахматист, очевидно, немецкого или еврейского происхождения.
Чемпион Румынии 1935 г. В том же году возглавлял сборную Румынии на шахматной олимпиаде в Варшаве.
Сведения о биографии шахматиста крайне скудны. Широкому кругу любителей шахмат он наиболее известен по партии, проигранной А. А. Алехину на олимпиаде в Варшаве. Партия входила в сборники партий четвертого чемпиона мира.

## Спортивные результаты
| Год  | Город    | Соревнование                              | + | − | = | Результат | Место |
| ---- | -------- | ----------------------------------------- | - | - | - | --------- | ----- |
| 1935 | Бухарест | Чемпионат Румынии                         |   |   |   |           | 1     |
|      | Варшава  | VI Олимпиада (сборная Румынии, 1-я доска) | 0 | 2 | 6 | 1 из 8    |       |